# 다크넷
다크넷(darknet) 또는 다크 넷(dark net)은 자주 비표준적인 통신 규약과 포트를 사용하는 특정 소프트웨어, 설정, 또는 허가가 있어야 접속할 수 있는 오버레이 네트워크(overlay network)이다. 두 개의 일반적인 다크넷 형태는 일반적으로 peer-to-peer 접속으로 파일 공유에 사용하는 친구 간 네트워크(friend-to-friend network)와 토르(Tor)와 같은 사생활 보호 네트워크(privacy network)이다.
검색 엔진이 목록화할 수 있는 컨텐츠에 대해 말할 때 암호화된 다크넷에 상응하는 용어는 클리어넷(clearnet) 또는 표면 웹(surface web)이다.

다크 웹의 베리 마켓이라는 곳에서 비트코인으로 마약을 거래한 사람들이 체포됐다고 한다.

## 같이 보기
- 딥 웹
- 다크 웹
- 토르 (네트워크)
- I2P
- 프리넷
- 실크 로드 (웹사이트)

## 참조
1. ↑  Mansfield-Devine, Steve (December 2009). “Darknets”. 《Computer Fraud & Security》 2009 (12): 4–6. doi:10.1016/S1361-3723(09)70150-2.
2. ↑  Wood, Jessica (2010). “The Darknet: A Digital Copyright Revolution” (PDF). 《Richmond Journal of Law and Technology》 16 (4): 15–17. 2011년 10월 25일에 확인함.
3. ↑  Kang il won (2019년 11월). “프로스포츠에서의 성폭력실태와 형사법적 대응방안”. 《Asia-pacific Journal of Multimedia Services Convergent with Art, Humanities, and Sociology》 9 (11): 1083–1094. doi:10.35873/ajmahs.2019.9.11.097. ISSN 2383-5281.
4. ↑  Miller, Tessa (2014년 1월 10일). “How Can I Stay Anonymous with Tor?”. 《Life Hacker》. 2015년 6월 7일에 확인함.
5. ↑  Torpey, Kyle (2014년 12월 2일). “Blockchain.info Launches Tor Hidden Service”. 《Inside Bitcoins》. 2019년 3월 31일에 원본 문서에서 보존된 문서. 2015년 6월 9일에 확인함.
6. ↑  Roger, Jolly. “Clearnet vs Hidden Services—Why You Should Be Careful”. 《Jolly Roger’s Security Guide for Beginners》. DeepDotWeb. 2015년 6월 28일에 원본 문서에서 보존된 문서. 2015년 6월 4일에 확인함.
7. ↑  Barratt, Monica (2015년 1월 15일). “A Discussion About Dark Net Terminology”. 《Drugs, Internet, Society》. 2016년 1월 18일에 원본 문서에서 보존된 문서. 2015년 6월 14일에 확인함.
8. ↑  경찰 '비트코인' 거래 추적 첫 성공, 마약사범 80명 무더기 검거 2016-10-19 http://news1.kr/articles/?2806329
9. ↑  인터넷 암시장에서 비트코인으로 마약 구매…80명 검거 2016/10/19 http://www.yonhapnews.co.kr/bulletin/2016/10/19/0200000000AKR20161019037600004.HTML